# Federal Relocation Arc
Le Federal Relocation Arc (arc de délocalisation fédéral) est un réseau d’installations situées autour de Washington, DC, conçues pour assurer la survie de composantes non militaires du gouvernement des États-Unis au cas où la capitale, Washington, serait rendue inhabitable en cas de guerre ou de toute autre urgence grave, comme une catastrophe ou une attaque nucléaire. Les départements participant à l’Arc de relocalisation fédéral sont principalement des agences qui ne sont peut-être pas elles-mêmes des cibles militaires, mais dont les opérations peuvent être perturbées si un événement grave se produisait dans la capitale,,,.

## Organisation
Le développement du Federal Relocation Arc a commencé sous la présidence de Dwight Eisenhower après que les dirigeants militaires eurent conclu que la planification de la survie du président des États-Unis après l'attaque serait un exercice inutile si le reste du gouvernement était éliminé.

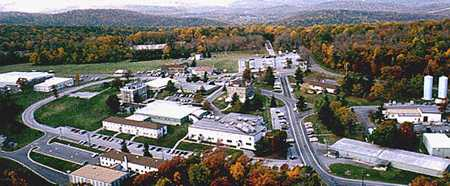
L'installation spéciale High Point (illustrée) est la deuxième des trois couches du Federal Relocation Arc

Le Federal Relocation Arc est composé de trois réseaux d’installations en couches, chacun étant conçu pour être progressivement plus survivant et fortifié que le précédent. Au cas où des renseignements ou des tensions montreraient que des urgences graves pourraient se produire, les agences du gouvernement des États-Unis au sein du gouvernement activeraient trois "équipes de secours" portant successivement les lettres "A", "B" et "C". Chaque équipe d'urgence pré-désignée est généralement composée de 60 à 100 personnes capables d'assumer les fonctions les plus critiques de l'organisme gouvernemental qu'elles représentent. À la suite d'une alerte, l'équipe « A » d'une agence serait transférée dans une installation souterraine sécurisée située à l'intérieur ou à proximité immédiate du bâtiment normal de l'agence à Washington, DC. L'équipe "B" serait transférée dans l'installation spéciale de High Point, dans les Blue Ridge Mountains de Virginie. L’équipe «C» s’installerait elle dans un centre d’urgence dédié que chaque agence entretient à environ 30 à 50 kilomètres de Washington,.
Après le début de l’événement, l’équipe "A" continuerait à exploiter l’agence en question jusqu’à ce qu’elle soit détruite ou que sa capacité à communiquer avec le monde extérieur soit coupée, l’équipe "B" assumant alors le contrôle en toute transparence. Après la destruction ou la perte de communication avec l'équipe "B", l'autorité pour le fonctionnement de l'agence serait transférée à l'équipe "C". Si l'équipe "C" ne pouvait plus fonctionner, le contrôle administratif de l'agence pourrait être transmis aux bureaux régionaux,.
La mobilisation et la dispersion des équipes d’urgence sur l’arc de relocalisation fédéral peuvent nécessiter plusieurs heures, ce qui rendrait son utilité nulle face à une attaque "Bolt Out of the Blue" (connu sous le sigle militaire "BOOB"), une frappe nucléaire décapitante et soudaine contre Washington, DC, par un État étranger, qui se produirait sans avertissement et n'aurait été précédée d'aucune période de montée de la tension ou d'indicateurs de renseignement. Les planificateurs militaires considèrent que la probabilité d'une telle attaque est faible,.

## Activations
Une alerte lancée à la suite des attaques du 11 septembre 2001 a déclenché la dispersion des équipes d’urgence départementales vers les sites de relocalisation. Selon des informations non confirmées des médias, les équipes ont poursuivi leurs activités depuis les installations de réinstallation jusqu'en novembre de la même année.

## Sites
Front Royal, en Virginie, était précédemment l’emplacement de l’équipe "C", utilisé à la fois par le département de l’Agriculture des États-Unis et par le département d’État des États-Unis.